# Hadena marmica
Hadena marmica är en fjärilsart som beskrevs av William Schaus 1898. Hadena marmica ingår i släktet Hadena och familjen nattflyn. Inga underarter finns listade i Catalogue of Life.